# Боян Болгар
Боян Димитров Христов, с псевдоним Боян Болгар, е български писател, автор на романи, пиеси и есета.

## Биография
Роден е на 15 юни 1907 г. в София, Княжество България. Завършва гимназия в родния си град, след това следва държавни науки в Париж (1926–1929). През 1943 г. основава и ръководи книгоиздателство „Перун“. За пръв път печата през 1930 г. във в. „Литературен глас“ (1928–1944). От 1946 г. участва в основаването и редактирането на вестник „Лост“, а на следващата година (до 1959 г.) е секретар на ПЕН центъра. Превежда разкази от Ги дьо Мопасан – „Лоената топка“ (1948) и „Пътят на честта“, като и есета и документи от Ф. Бонт (1950).
Умира на 5 септември 1984 г. в София.

## Признание
- На името на Боян Болгар е наречена улица в квартал „Бенковски“ в София (Карта).

## Творчество
- Парижки мозайки, или Ние, хората. Книга първа. Хроника-есе. 1933.
- Жива и мъртва Атина, или Ние, хората. Втора първа. Хроника-есе. 1937.
- Близо до земята. Пътепис. 1939,
- Отвъд любовта. Изповеди на един съвременник. 1943,
- Обичани предели. Пътепис. 1943,
- Градът умира и се ражда. Хроника-есе. 1945.
- Трофеи. Хроника-есе. 1945.
- Подялба на щастието. Роман. 1946.
- Вратарят на Содом. Роман. 1946.
- Пътищата се пресичат. Роман. 1947.
- Живот по избор. Хроника-есе. 1947.
- Океан. Пиеса. 1948.
- Релси. Пиеса. 1948.
- Втората стая. Роман. 1948.
- Чиста монета. Роман. 1952.
- Хиляда тона. Разкази. 1953.
- С открито сърце. Разкази. 1954.
- Слънчев прозорец. Пътепис. 1956.
- Седемнайсетгодишните. Роман. 1956, 1987.
- Син срещу баща. Роман. 1956.
- Близнаците. Роман. 1958, 1987.
- Само една крачка. Роман. 1959.
- Нинген – пътуване до Япония. Пътепис. 1960.
- Очите на Веселка. Седемнайсетгодишните. Пиеса. 1960.
- Преди да падне плодът. Есета. 1962.
- Моят млад приятел. Есета. 1963.
- Четирима влюбени. Три повести. 1963.
- Красота не по мярка. Есета. 1964.
- Шепа щастие. 1963.
- Мостове. Есета. 1965.
- Сирената. Повест. 1967.
- Махнете калъфа. Есета. 1968.
- Стъпала. 1968.
- Пътуване с Диоген. Есета. 1970.
- Скрито отечество. Разкази и новели, 1970.
- Свят на длан. 1972.
- Дневно и нощно. Разговори с моя млад приятел. 1979.
- Второ пътуване с Диоген. 1973.
- Синеокият с късия меч. Роман, 1973.
- Ако минеш по моите стъпки. Разходки по 43 градуса северна ширина. 1975.
- Трето пътуване с Диоген. 1976.
- Победите на Синеокия. Роман, 1976.
- Размерите на моята градина. 1978.
- Стоте премеждия на бан Батил. Роман, 1978.
- Звездата на бан Батил. Роман. Роман, 1980.
- Четвърто пътуване с Диоген. 1981.
- 42 признания. 1983.
- Преди разклона. 1984.
- Животните, с които съм разговарял. 1984.
- Болгар, Боян и др. Боян Болгар: Себеразкриване – размисли и откровения.   София, Факел Експрес, 2009. ISBN 9789544111496. с. 176.
- Избрани произведения в 2 т. 1977.